# Каппеллотто, Алессандра
Алессандра Каппеллотто (итал. Alessandra Cappellotto, род. 27 августа 1968, Сарчедо, Венеция) — итальянская профессиональная велогонщица, чемпионка мира по шоссейным велогонкам (1997).

## Карьера
Алессандра Каппеллотто начала выступать в соревнованиях в раннем возрасте, её тренировал отец Тонино. В юношеских категориях выступала за команду Yuma Jeans Sarcedo. Затем она перешла в команду Sandrigosport, Favel Lampadari, а после в команду Ju Sport. Выиграла множество гонок и перешла в элитную категорию в 1986 году в команде Edera Gelati Sanson.
В 1990 году заняла 15-е место в гонке по очкам на чемпионате мира по трековому велоспорту.
Алессандра Каппеллотто впервые привлекла к себе внимание международной общественности в 1992 году, когда заняла второе место на этапе Гранд Букль феминин и победила в Джиро дель Фриули.
В следующем году в составе сборной Италии (вместе с Робертой Бонаноми, Фабианой Луперини и Микелой Фанини) стала бронзовым призёром чемпионата мира в командной гонке; в том же году выиграла Трофео Читта ди Скио. Однако в последующие годы Алессандре Каппеллотто приходилось довольствоваться вторыми и третьими местами на национальных и мировых чемпионатах.
В 1994 и 1995 годах занимала второе место в групповой гонке чемпионата Италии.
В 1995 году выиграла этапы Джиро д’Италия и Гранд Букль феминин.
На чемпионате мира по шоссейному велоспорту 1996 года в Лугано заняла третье место в индивидуальной гонке, уступив только двум француженкам: Жанни Лонго и Катрин Марсаль. В том же году на Джиро Донне заняла второе место в генеральной классификации после Фабианы Луперини и второе место на Джиро дель Трентино-Альто-Адидже — Южный Тироль. На летних Олимпийских играх 1996 года в Атланте заняла седьмое место в групповой гонке.
На чемпионате мира по шоссейным гонкам 1997 года в Сан-Себастьяне Алессандра Каппеллотто стала чемпионкой мира в групповой гонке. Она выиграла групповой спринт из пяти гонщиков, опередив на финише Элизабет Тадич и Катрин Марсаль. Этот успех позволил ей стать первой в истории итальянкой, завоевавшей титул чемпионки мира по шоссейному велоспорту; в том же году она выиграла женский Тур Тюрингии и Хроно Шампенуа. Каппеллотто также три дня носила жёлтую майку лидера на Гранд Букль феминин. Кроме того, в 1997 году выиграла второй этап Джиро дель Трентино; этап на Эмакумин Бира; второй этап и генеральную классификацию на Туре Тюрингии, опередив сильную швейцарку, Барбару Хиб; Хроно Шампенуа, опередив Зульфию Забирову.
В 1998 году Каппеллотто победила в Трофи Интернешнл, выиграла восьмой этап и стала третьей на Гранд Букль феминин. Заняла пятое место на чемпионате мира. По итогам сезона стала первой в Женский мировом шоссейном рейтинге UCI и второй в Кубке мира уступив Диане Жилюте.
В 1999 году заняла 8-е место в гонке по очкам на чемпионате мира по трековому велоспорту. В том же году создала женскую команду Gas Sport Team, в которую также вошли её сестра, Валерия Каппеллотто, Фабиана Луперини, Пиа Сандстедт, Роберта Бонаноми и Сильвия Париетти.
В 2000 году Каппеллотто победила на 10-м этапе и заняла второе место в общем зачёте Джиро д’Италия, победила на 14-м этапе Гранд Букль феминин и в прологе Джиро ди Тоскана — Мемориал Микелы Фанини. Она представляла свою страну на летних Олимпийских играх в Сиднее, где заняла 15-е место в групповой гонке.
В 2001 году стала чемпионкой Италии по шоссейному велоспорту в индивидуальной гонке, опередив Веру Каррару, а в 2003 году — в групповой гонке.
В 2002 году стала первой итальянской велогонщицей, переехавшей за границу и выступающей за нидерландскую команду Power Plate-BIK. В том же году она провалила допинг-тест во время Джиро дель Трентино-Альто-Адидже — Южный Тироль. В связи с этим была дисквалифицирована на пятнадцать дней. Согласно этому правилу, она не могла принять участие в Джиро д’Италия. Однако в этом вопросе правила итальянской федерации противоречат правилам UCI, которые разрешали ей стартовать. Последовали бесконечные совещания. Директор «Джиро», Джузеппе Риволта, в конце концов принял решение исключить команду Power Plate-Bik из гонки. Представитель UCI, Симон Дидье, покинул гонку и перевёл её в национальную категорию.
В 2003 году вновь завоевала титул чемпионки Италии, на этот раз в индивидуальной гонке, опередив Алессандру Д'Этторре.
В 2004 году Алессандра Каппеллотто выиграла Дуо Норман, в котором выступала в составе команды ACS Cycling Chirio–Casa Giani. В том же году Алессандра Каппеллотто ушла из велоспорта.
После завершения карьеры велогонщицы, в 2005 году она стала федеральным советником Итальянской федерации велоспорта (FCI) и занимала эту должность до 2008 года.
В 2013 году стала вице-президентом Ассоциации итальянских профессиональных велосипедистов (ACCPI), и занимала эту должность до 2021 года.
В 2016 году Каппеллотто стала президентом недавно основанной женской секции Ассоциации профессиональных велосипедистов UCI.
В 2017 году она основала компанию «CPA Women», женскую секцию CPA (союза профессиональных велосипедистов), управляющим директором которой она является. Президент ассоциации Road to Equality, которая способствует расширению прав и возможностей женщин через велосипедный спорт в слаборазвитых и развивающихся странах.
В 2021 году Алессандра Каппеллотто основала компанию ASD Road To Equality. Устав ассоциации ссылается на Цель 5 Повестки дня ООН 2030, касающуюся гендерного равенства: она помогает и защищает интересы профессиональных женщин-велосипедистов и стремится улучшить условия их труда в наиболее слаборазвитых странах. После наступления талибов, она помогла пяти афганским велосипедисткам бежать из Афганистана и обосноваться в Италии.

## Достижения

### Шоссе
1992
Джиро дель Фриули
1993
Trofeo Citta di Schio
2-я на Джиро дель Фриули
 Чемпионат мира — командная гонка (с Робертой Бонаноми, Микелой Фанини и Фабианой Луперини)
6-я на Джиро Донне
1994
2-я на Чемпионате Италии — групповая гонка
3-я на Вуэльте Майорки
1995
Джиро Донне:
2-й этап
7-я в генеральной классификации
3-й и 6-й этапы Гранд Букль феминин
2-я на Чемпионате Италии — групповая гонка
2-я на Трофей Альфредо Бинды — коммуны Читтильо
1996
Джиро Донне:
5-й этап
2-я в генеральной классификации
Джиро дель Трентино-Альто-Адидже — Южный Тироль
5-й этап
2-я в генеральной классификации
6-й этап Гранд Букль феминин
Masters féminin
2-я в генеральной классификации
2-й этап
2-я на Хроно Шампенуа
 Чемпионат мира — индивидуальная гонка
3-я на Чемпионат Италии — групповая гонка
5-я на Гранд Букль феминин
6-я на Чемпионате мира — групповая гонка
7-я на Олимпийских играх — групповая гонка
1997
 Чемпионат мира — групповая гонка
2-й этап Джиро дель Трентино-Альто-Адидже — Южный Тироль
1-й этап Эмакумин Бира
Тур Тюрингии:
генеральная классификация
2-й этап
Хроно Шампенуа
2-я на Чемпионате Италии — групповая гонка
2-я на Эмакумин Бира
3-я на Гран-при Наций
5-я на Гранд Букль феминин
7-я на Джиро Донне
10-я на Чемпионате мира — индивидуальная гонка
1998
8-й этап Гранд Букль феминин
Трофи Интернешнл
2-я на Кубке мира
3-я на Гранд Букль феминин
5-я на Флеш Валонь Фамм
5-я на Чемпионате мира — групповая гонка
6-я на Либерти Классик
7-я на Джиро Донне
9-я на Туре Бенеден-Маас
1999
Трофео Риьвера делла Версилья
5-я на Австралиа Ворлд Кап
9-я на Нью Зиланд Ворлд Кап
10-я на Гранд Букль феминин
2000
14-й этап Гранд Букль феминин
Джиро Донне:
10-й и 14-й этапы
2-я в генеральной классификации
Пролог Джиро ди Тоскана — Мемориал Микелы Фанини
6-я на Гран-при Швейцарии
8-я на Флеш Валонь Фамм
2001
 Чемпионат Италии — индивидуальная гонка
4-я на Гранд Букль феминин
5-я на Гран-при Швейцарии
6-я на Джиро Донне
9-я на Чемпионате мира — групповая гонка
2002
Гран-при Доттиньи
2003
 Чемпионат Италии — групповая гонка
2004
3-я на Чемпионате Италии — групповая гонка

### Трек
1996
2-я на Чемпионате Италии — индивидуальная гонка преследования
2-я на Чемпионате Италии — гонка по очкам
1999
4-я на Чемпионате Европы — омниум
8-я на Чемпионате мира — гонка по очкам

### Статистика выступления наГранд-турах
| Гонка / Год         | 1988           | 1989           | 1990           | 1991           | 1992 | 1993 | 1994 | 1995 | 1996 | 1997 | 1998 | 1999 | 2000 | 2001 | 2002 | 2003 | 2004 |
| ------------------- | -------------- | -------------- | -------------- | -------------- | ---- | ---- | ---- | ---- | ---- | ---- | ---- | ---- | ---- | ---- | ---- | ---- | ---- |
| Гранд Букль феминин | не проводилась | не проводилась | не проводилась | не проводилась | 40   | 26   | —    | 16   | 5    | 5    | 3    | 10   | 12   | 4    | 11   | —    | —    |
| Тур де л'Од феминин | —              | —              | —              | —              | —    | —    | —    | —    | —    | —    | —    | —    | —    | —    | DNF  | —    | —    |
| Джиро Роза          | —              | 63             | —              | —              | —    | 6    | 29   | 7    | 2    | 7    | 7    | 12   | 2    | 7    | —    | 19   | DNF  |

## Рейтинги
| Год                 | 1996 | 1997 | 1998 | 1999 | 2000 | 2001 | 2002 | 2003 |
| ------------------- | ---- | ---- | ---- | ---- | ---- | ---- | ---- | ---- |
| Мировой рейтинг UCI | 3-й  | 2-й  | 1-й  | 43-й | 26-й | 20-й | 47-й | 82-й |
| Мировой кубок UCI   |      |      | 2-й  | -    | -    | -    | -    | -    |
|                     |      |      |      |      |      |      |      |      |
| Источник: UCI       |      |      |      |      |      |      |      |      |

## Личная жизнь
Её младшей сестрой была чемпионка Италии по шоссейному велоспорту 1999 года, Валерия Каппеллотто (1970—2015).

## Награды
- Оскар TuttuBici[фр.] (1996)

За свою приверженность правам слабейших и продвижение женского велоспорта даже на самых труднодоступных дорогах, от Руанды до Афганистана, в 2022 году она получила награду «Спорт и права человека» от Amnesty International и Sport4Society.